# نوک‌بزرگ یقه‌زرشکی
نوک‌بزرگ یقه‌زرشکی (نام علمی: Rhodothraupis celaeno) پرنده‌ای با اندازه متوسط دانه‌خوار و برگ‌خوار از خانواده کاردینال شمالی (Cardinalidae) است.
نوک‌بزرگ یقه‌زرشکی عمدتاً در شمال شرقی مکزیک از نوئوو لئون مرکزی و تاماولیپاس مرکزی از جنوب تا شمال وراکروز یافت می‌شود. با این حال، گاهی به دره ریو گراند در جنوب تگزاس، بیشتر در زمستان سرگردان است.